# Coreopsidinae
Coreopsidinae  Cass. ex Dumort., 1829  è una sottotribù di piante spermatofite dicotiledoni appartenenti alla famiglia delle Asteraceae (sottofamiglia Asteroideae, tribù Coreopsideae).

## Etimologia
Il nome della sottotribù deriva da uno dei suoi generi più importanti Coreopsis la cui etimologia deriva a sua volta da due parole greche: "koris" (= insetto) e  "-opsis" (= simile a) e fa riferimento agli acheni simili alle zecche.
Il nome scientifico è stato definito dai botanici Barthélemy Charles Joseph Dumortier (Tournai, 3 aprile 1797 – 9 giugno 1878), botanico, naturalista e politico belga e Alexandre Henri Gabriel de Cassini (1781 – 1832), botanico e naturalista francese, nella pubblicazione "Analyse des Familles de Plantes: avec l'indication des principaux genres qui s'y rattachent. Tournay - 31. 1829" del 1829.

## Descrizione
L'habitus delle piante di questa sottotribù è erbaceo, arbustivo (raramente alberi fino a 4 m) e qualche volta acquatico. Il ciclo biologico è annuale o perenne.
La parte ipogea del fusto può essere rizomatosa o simile a quella delle Cormofite. Alcune specie sono stolonifere (Coreopsis auriculata).
Le foglie lungo il caule sono disposte in modo opposto; in alcuni casi nella parte distale si alternano (raramente sono disposte a spirale). Le foglie sono sessili o picciolate. Le forme delle lamine sono ovate, ellittiche, deltate, filiformi o lanceolate; mentre il tipo di lamina può essere intera o composta ( palmata, lobata, 1-3- pennatifide con segmenti lanceolati o lineari). I margini sono interi o dentati. Le superfici sono glabre o pelose  (raramente ghiandolose).
Le infiorescenze sono formate da capolini terminali, raramente ascellari, disposti in forme panicolate aperte o qualche volta raggruppati in cime corimbose. La forma dei capolini è discoide o per lo più radiata (raramente solo ligulare). Le infiorescenze possono essere avvolte alla base da brattee (genere Bidens) con 3 – 8 brattee fogliacee (a volte con delle squame).
Il capolino, come in tutte le Asteraceae, è formato da un involucro composto da squame al cui interno un ricettacolo fa da base ai fiori (quelli periferici del raggio e quelli interni del disco). L'involucro ha una forma cilindrica, emisferica o campanulata. Le squame (fino a 34 per capolino) sono persistenti, spesso sono dimorfe (raramente sono isomorfe), di dimensioni scalate e disposte su 1 – 6 serie. Quelle esterne sono erbacee (di colore verde), quelle interne sono membranose. I margini possono essere scariosi. I ricettacoli (piani o convessi) sono provvisti di pagliette a protezione della base dei fiori.
I fiori sono tetra-ciclici (ossia sono presenti 4 verticilli: calice – corolla – androceo – gineceo) e pentameri (ogni verticillo ha in genere 5 elementi). I fiori del raggio possono essere assenti oppure da 1 a 21 (o più). Possono essere femminili (fertili o sterili). I fiori del disco sono da 3 a 150. Sono ermafroditi o funzionalmente staminali (Dicranocarpus). I fiori periferici qualche volta sono zigomorfi.
Formula fiorale: per queste piante viene indicata la seguente formula fiorale:
* K 0/5, C (5), A (5), G (2), infero, achenio
Calice: i sepali del calice sono ridotti ad una coroncina di squame.
Corolla: le corolle dei fiori del raggio di solito sono colorate di giallo-arancio, ma altri colori sono marrone, rosso, viola ciano o bianco (in Coreopsis tinctoria sono bicolori). Le corolle dei fiori del disco sono pentamere, qualche volta tetramere (raramente esamere o trimere); il tubo è breve o di lunghezza uguale alla gola; il colore è giallo, marrone, rosso, viola o purpureo.
L'androceo è formato da 5 stami con filamenti liberi e antere saldate in un manicotto circondante lo stilo. Le appendici delle antere hanno delle forme da lanceolate a rotonde, glabre (a volte sono ghiandolose). Possono essere presenti dei prominenti canali resinosi.
Il gineceo ha un ovario uniloculare infero formato da due carpelli. I bracci dello stilo (gli stigmi) sono provvisti di apici deltati, o acuminati o fusiformi, con lunghe linee stigmatiche.
I frutti sono degli acheni con pappo. La forma è ob-compressa o ob-piatta, altrimenti sono ob-lunghi, cuneati, lineari, orbicolari o ovati. Gli acheni possono essere isomorfi oppure in alcuni casi dimorfi: quelli dei fiori del raggio (o quelli dei fiori del disco più interni) sono diversi da quelli degli altri fiori. In altri casi crescono ancora dopo l'antesi. In alcuni casi hanno la consistenza del sughero o sono alati (con 3 – 4 angoli). La superficie è glabra o pelosa. Il pappo è persistente ed è formato da 1 – 8 barbe o reste oppure è assente, raramente da 4 – 6 scaglie a forma rotonda o lanceolata o ob-ovata.

## Distribuzione e habitat
Alcune specie sono cosmopolite (Bidens), altre sono endemiche, altrimenti nella maggioranza dei casi sono distribuite in America. Un solo genere (Bidens) è presente in Italia. L'elenco sottostante indica per ogni genere la sua distribuzione principale. Gli habitat sono i più vari: di tipo temperato, ai margini delle foreste, aree con sparsa vegetazione fino a zone quasi desertiche, oppure tipicamente tropicali.

## Tassonomia
La famiglia di appartenenza di questo gruppo (Asteraceae o Compositae, nomen conservandum) è la più numerosa del mondo vegetale, comprende oltre 23000 specie distribuite su 1535 generi (22750 specie e 1530 generi secondo altre fonti). La sottofamiglia Asteroideae è una delle 12 sottofamiglie nella quale è stata suddivisa la famiglia Asteraceae, mentre Coreopsideae è una delle 21 tribù della sottofamiglia. La tribù Coreopsideae a sua volta è suddivisa in 3 sottotribù (Coreopsidinae è una di queste).
Il numero cromosomico delle specie di questa sottotribù varia da 2n = 20 a 2n = 36.

### Filogenesi

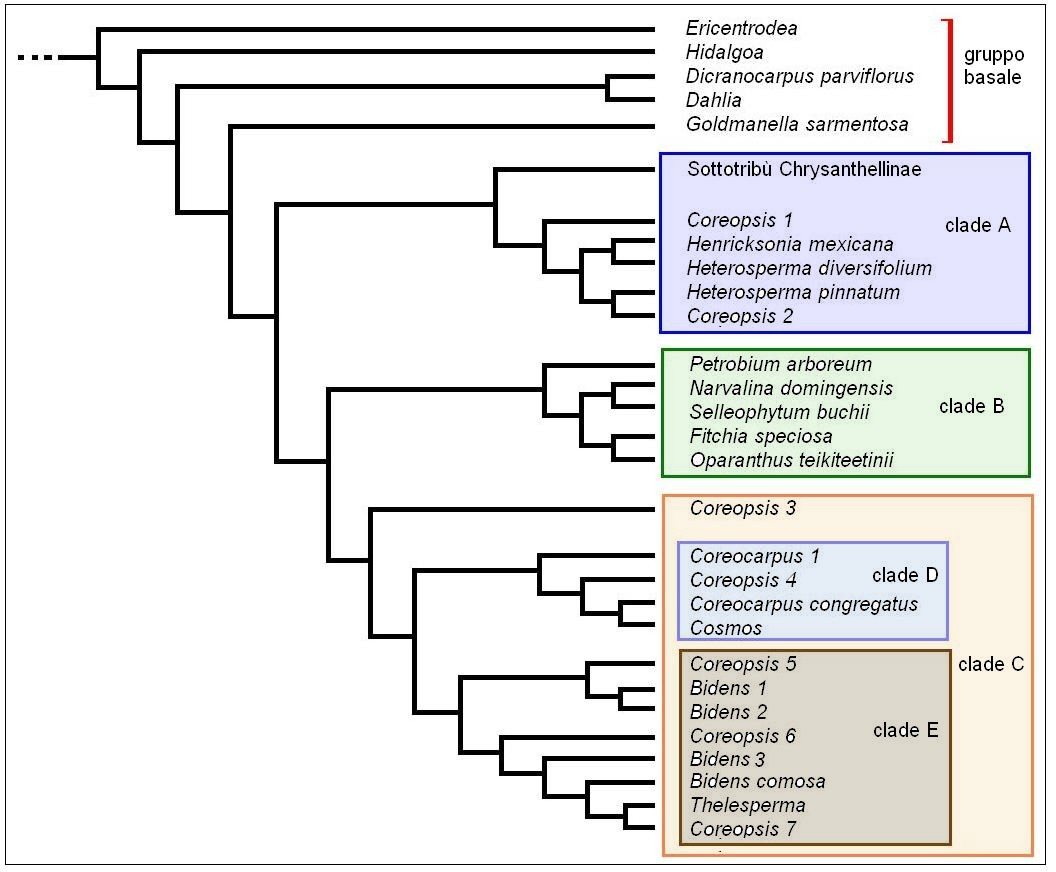
Cladogramma della sottotribù

La caratteristica principale delle specie di questa sottotribù è il capolino sotteso da una (o più) brattee fogliacee a volte superanti l'involucro stesso e formanti una specie di calice..
Da ricerche sul DNA di tipo filogenetico la tribù Coreopsideae risulta divisa in tre cladi principali (A - B - C) e sue subcladi (D - E) contenuti nel clade C, oltre ad un "gruppo basale". All'interno della tribù la sottotribù Coreopsidinae non è monofiletica (più esattamente è parafiletica). Il "gruppo basale" comprende alcuni generi (Ericentrodea e Dahlia) e alcune specie singole o generi monospecifici (Dicranocarpus parviflorus e Goldmanella sarmentosa). “Gruppo fratello” del "gruppo basale" è il clade A, al cui interno è annidato un subclade contenente le specie della sottotribù Chrysanthellinae. A sua volta “Gruppo fratello” del clade A è un grande clade formato da due subcladi (B e C). Al clade B appartengono alcune specie endemiche degli arcipelaghi oceanici con alcuni generi monospecifici. Il clade C raccoglie oltre l'ottanta per cento delle specie della sottotribù e contiene altri due subcladi minori (D e E) distribuiti soprattutto in America.
Dalle analisi fatte alcuni generi risultano polifiletici: Coreopsis, Bidens e Coreocarpus. La tabella sottostante descrive l'attuale circoscrizione (e relativa distribuzione) dei sottocladi dei tre generi indicati (come riferimento vedi il cladogramma):
| Subclade      | Sezione                                   | Distribuzione                                        |
| ------------- | ----------------------------------------- | ---------------------------------------------------- |
| Bidens 1      | Camphylotheca - Greenmania - Psilocarpaea | Caraibi, Hawaii, Messico, Sud America e Sud Pacifico |
| Bidens 2      | Psilocarpaea                              | Africa                                               |
| Bidens 3      | Bidens - Hydrocarpaea                     | Emisfero temperato del nord                          |
| Coreocarpus 1 | Tutte le specie eccetto C. congregatus    | Arizona e Messico                                    |
| Coreopsis 1   | Electra                                   | Messico e America centrale                           |
| Coreopsis 2   | Anathysana                                | Messico                                              |
| Coreopsis 3   | Leptosyne - Pugiopappus - Tuckermannia    | Soprattutto California                               |
| Coreopsis 4   | Pseudoagarista                            | Messico                                              |
| Coreopsis 5   | Pseudoagarista                            | Sud America                                          |
| Coreopsis 6   | Gyrophyllum - Silphidium                  | Nord America (orientale)                             |
| Coreopsis 7   | Calliopsis - Coreopsis - Eublepharis      | Nord America (orientale)                             |

Escluse le sezioni Psilocarpaea e Pseudoagarista, tutte le altre sono state trovate monofiletiche.
Il cladogramma a lato tratto dallo studio citato e semplificato mostra la struttura filogenetica interna della sottotribù basata sull'analisi del DNA di alcune specie della sottotribù stessa.

### Composizione della sottotribù
Questa sottotribù comprende 20 generi e 494 specie.

| Genere                         | N. specie                             | Distribuzione                                              |
| ------------------------------ | ------------------------------------- | ---------------------------------------------------------- |
| Bidens L., 1753                | 249 spp.                              | Cosmopolita, in particolare nel continente americano       |
| Coreocarpus Benth., 1844       | 6 spp.                                | Parte occidentale del Nord America                         |
| Coreopsis L., 1753             | 102 spp.                              | America                                                    |
| Cosmos Cav., 1791              | 42 spp.                               | Messico, America Centrale e Ande                           |
| Cyathomone S.F.Blake, 1923     | 1 sp. (C. sodiroi (Hieron) S.F.Blake) | Ecuador                                                    |
| Dahlia Cav., 1791              | 42 spp.                               | Messico, America Centrale e Colombia (altrimenti cultivar) |
| Dicranocarpus A.Gray, 1854     | 1 sp. ( D. parviflorus A.Gray )       | USA e Messico                                              |
| Ericentrodea S.F.Blake, 1923   | 6 spp.                                | Ande, Colombia e Bolivia                                   |
| Fitchia Hook. f., 1845         | 7 spp.                                | Polinesia                                                  |
| Goldmanella Greenm., 1908      | 1 sp. (G. sarmentosa Greenm. )        | Messico, Belize e Guatemala                                |
| Henricksonia B.L.Turner, 1977  | 1 sp. (H. mexicana B.L.Turner )       | Messico del nord                                           |
| Heterosperma Cav., 1795        | circa 7 spp.                          | zone neotropicali                                          |
| Hidalgoa La Llave & Lex., 1824 | 3 spp.                                | Messico e America Centrale                                 |
| Megalodonta Greene, 1901 (1)   | 1 sp. (M. beckii Greene)              | USA del nord e Canada                                      |
| Moonia Arn., 1975              | 6 spp.                                | India del sud-est e Sri Lanka                              |
| Narvalina Cass., 1825          | 1 sp. (N. domingensis Cass.)          | Hispaniola                                                 |
| Oparanthus Sherff, 1937        | 3 spp.                                | Isola di Pasqua, Isole Marchesi, Polinesia Francese        |
| Petrobium R. Br., 1817         | 1 sp. (P. arboreum R. Br.)            | Sant'Elena (isola)                                         |
| Selleophytum Urb., 1915        | 1 sp. (S. buchii Urb.)                | Hispaniola                                                 |
| Thelesperma Less., 1831        | 13 spp.                               | USA, America Centrale e del Sud                            |

Nota 1: le checklist più recenti considerano Megalodonta beckii (Torr. ex Spreng.) Greene, l'unica specie del genere Megalodonta, un sinonimo di Bidens beckii Torr. ex Spreng..

### Chiave per i generi
Per meglio comprendere ed individuare i vari generi della sottotribù l'elenco seguente utilizza il sistema delle chiavi analitiche:
- Gruppo 1A: i filamenti delle antere sono papillosi o pubescenti;

genere Cosmos
- Gruppo 1B: i filamenti delle antere non sono papillosi e neppure pubescenti;
  - Gruppo 2A: la faccia abassiale delle corolle dei fiori del disco, alla base della gola, è provvista di un ampio anello di tricomi; gli acheni hanno margini di sughero ondulati o formati da denti paralleli tipo pettine;

genere Coreocarpus
- Gruppo 2B: la faccia abassiale delle corolle dei fiori del disco è glabra o variamente pubescente (la pubescenza non è ristretta ad un anello posto alla base della gola); gli acheni sono con o senza ali, se presenti sono intere e molto raramente sono ondulate o formate da denti paralleli tipo pettine;

- Gruppo 3A: le squame delle serie più interne dell'involucro sono variamente fuse dalla base fino a metà lunghezza;

genere Thelesperma
- Gruppo 3B: le squame dell'involucro sono libere;

- Gruppo 4A: gli acheni sono dimorfi, quelli dei fiori del raggio sono ob-compressi, ampiamente ob-lunghi e alati, quelli più interni dei fiori del disco sono da ob-piramidali a fusiformi;

- Gruppo 5A: gli acheni dei fiori del disco sono da affusolati a ob-piramidali con superfici striate; il pappo è formato da scaglie; le appendici delle antere sono ghiandolose;

genere Henricksonia
- Gruppo 5B: gli acheni dei fiori del disco sono da ob-compressi a debolmente affusolati (non sono striati); il pappo è assente o formato da due barbe divergenti; le appendici delle antere non sono ghiandolose;

- Gruppo 6A: le dimensioni delle squame dell'involucro sono scalari e non sono dimorfe; le foglie della base hanno un portamento obliquo;

genere Goldmanella
- Gruppo 6B: le squame dell'involucro sono dimorfe, le esterne sono erbacee, verdi e curve, quelle più interne sono erette e a consistenza membranosa;

- Gruppo 7A: l'habitus delle piante è arbustivo (o piccoli alberi) con infiorescenze di tipo corimboso;

genere Coreopsis
- Gruppo 7B: l'habitus delle piante è erbaceo con cicli biologici annuali o perenni; raramente sono legnose con capolini solitari oppure infiorescenze di tipo panicolato aperto;

genere Heterosperma
- Gruppo 4B: gli acheni dei capolini sono isomorfi;

- Gruppo 8A: le foglie della base hanno un portamento obliquo; le infiorescenze sono del tipo ombrelliforme cimoso;

genere Goldmanella
- Gruppo 8B: le foglie della base hanno un portamento vario, ma non obliquo; le infiorescenze sono varie, ma non di tipo ombrelliforme;

- Gruppo 9A: i capolini sono del tipo ligulato e sono penduli; l'habitus delle piante è arbustivo o piccoli alberi; la distribuzione di queste piante è relativa alla Polinesia;

genere Fitchia
- Gruppo 9B: i capolini sono di vario tipo, ma mai ligulati ed hanno un portamento eretto; queste piante sono distribuite in tutto il mondo, se l'habitus delle piante è arbustivo o piccoli alberi allora la distribuzione è della Polinesia.

- Gruppo 10A: l'habitus delle piante è acquatico con foglie dimorfe; le infiorescenze si compongono di capolini solitari;

genere Megalodonta
- Gruppo 10B: l'habitus delle piante è terrestre, se è acquatico allora le foglie non sono dimorfe; le infiorescenze sono di vario tipo;

- Gruppo 11A: gli acheni hanno una forma urceolata; il pappo è formato da alcune barbe (da 3 o più) spinate e ritorte; la distribuzione di queste piante (tipo viti) è relativa alle Ande del Sud America;

genere Ericentrodea
- Gruppo 11B: gli acheni sono di vario tipo; il pappo è assente, oppure se è formato da spine ritorte, queste sono 1, 2 o 8 per lato dell'achenio; l'habitus delle piante è erbaceo, arbustivo o tipo albero con cicli biologici annuali o perenni, se l'habitus è tipo viti, allora la distribuzione non è relativa alle Ande;

- Gruppo 12A: l'habitus delle piante è arbustivo o tipo alberi con ampie foglie a lamina da ovata a arrotondata e spesso a consistenza coriacea e con dense venature a pettine; le superfici degli stigmi dello stilo sono continue; le corolle dei fiori del disco sono tetramere; la distribuzione di queste piante è relativa all'Isola di Pasqua e alla Polinesia Francese;

genere Oparanthus
- Gruppo 12B: la lamina delle foglie ha forme varie, non sempre ovata o arrotondata e non sempre è coriacea; le superfici degli stigmi dello stilo sono parallele; le corolle dei fiori del disco sono per lo più pentamere, raramente tetramere; queste piante sono distribuite in tutto il mondo, ma non nell'Isola di Pasqua;

- Gruppo 13A: queste piante sono piccoli alberi dioici; le corolle dei fiori del disco sono tetramere con lobi strettamente lanceolati; la distribuzione di queste piante è relativa all'Isola di Sant'Elena;

genere Petrobium
- Gruppo 13B: l'habitus delle piante è erbaceo o arbustivo (non tipo albero) con ciclo biologico annuale o perenne; le corolle dei fiori del disco sono pentamere, se tetramere allora le corolle sono colorate per lo più di giallo senza i lobi strettamente lanceolati; queste piante sono distribuite in tutto il mondo, ma non nell'Isola di Sant'Elena;

- Gruppo 14A: gli acheni sono alati, con ali spugnose e di colore giallo paglierino;

- Gruppo 15A: le foglie sono semplici; gli acheni sono provvisti di un pappo formato da due barbe o reste; la distribuzione di queste piante è relativa all'Isola di Hispaniola;

genere Narvalina
- Gruppo 15B: le foglie sono composte; gli acheni sono provvisti di un pappo formato da due barbe derivanti da una coppa o corona; la distribuzione di queste piante è relativa all'Ecuador;

genere Cyathomone
- Gruppo 14B: raramente gli acheni sono alati, se le ali sono presenti sono strette e non spugnose;

- Gruppo 16A: tutti i fiori del disco del capolino sono funzionalmente staminali;

- Gruppo 17A: i capolini sono formati da 3 – 4 fiori del disco; i lobi dei fiori del raggio sono molto ridotti e per lo più ricoperti da squame; gli acheni hanno un pappo con barbe ampiamente divergenti;

genere Dicranocarpus
- Gruppo 17B: i capolini sono formati da 10 o meno fiori del disco; i lobi dei fiori del raggio sono molto sporgenti al di là delle squame; gli acheni sono senza pappo o con un pappo formato da due ampie barbe;

- Gruppo 18A: l'habitus delle piante è erbaceo o arbustivo con ciclo biologico perenne; i fiori del raggio sono provvisti di vistosi apici trilobati; la forma degli acheni è ovale o grassoccia,  ampiamente convessa in sezione; la distribuzione di queste piante è relativa al sud dell'India e dell'isola di Sri Lanka;

genere Moonia
- Gruppo 18B: l'habitus delle piante è tipo vite; i fiori del raggio sono provvisti di minuti apici bi-trilobati; gli acheni sono ampiamente ovali, piatti e lenticolari in sezione; la distribuzione di queste piante è relativa al Messico e all'America Centrale;

genere Hidalgoa
- Gruppo 16B: i fiori del disco del capolino sono ermafroditi, a volte alcuni più interni sono funzionalmente staminali;

- Gruppo 19A: gli stigmi dello stilo sono provvisti di larghe appendici papillose che appaiono piumose ad occhio nudo; i capolini hanno un portamento annuente;

genere Dahlia
- Gruppo 19B: gli stigmi dello stilo non sono provvisti di larghe appendici papillose; i capolini hanno un portamento eretto;

- Gruppo 20A: gli acheni sono provvisti di spini barbati piegati in avanti e in alto; la distribuzione di queste piante è relativa all'America e relative isole;

- Gruppo 21A: piante di tipo arbustivo con foglie sessili a consistenza sub-coriacea e lamine a forma da lanceolata a ovata; la distribuzione di queste piante è relativa all'Isola di Hispaniola;

genere Selleophytum
- Gruppo 21B: l'habitus delle piante è erbaceo con ciclo biologico annuale o perenne, se arbustivo le foglie non sono ne lanceolate ne ovate; la distribuzione di queste piante è relativa alla parte continentale dell'America;

genere Coreopsis
- Gruppo 20B: gli acheni sono provvisti di spini barbati piegati indietro, se la distribuzione è relativa all'Africa, altrimenti gli acheni sono privi di spini barbati;

genere Bidens

### Specie della flora spontanea italiana
Nella flora spontanea italiana un solo genere è rappresentato della sottotribù Coreopsidinae. Di questo genere 11 sono le specie presenti in Italia:
- Bidens aurea (Aiton) Sherff (1915) - Forbicina lineare
- Bidens bipinnata L. (1753) - Forbicina bipennata
- Bidens cernua L. (1753) - Forbicina intera
- Bidens connata Muhl. ex Willd. (1803)
- Bidens frondosa L. (1753) - Forbicina peduncolata
- Bidens laevis (L.) Britton, Sterns & Poggenb.
- Bidens pilosa L. (1753) - Forbicina pelosa
- Bidens radiata Thuill. (1800) - Bidente raggiato
- Bidens subalternans DC. (1836)
- Bidens tripartita L. (1753) - Forbicina comune
- Bidens vulgata Greene (1899)

## Alcune specie

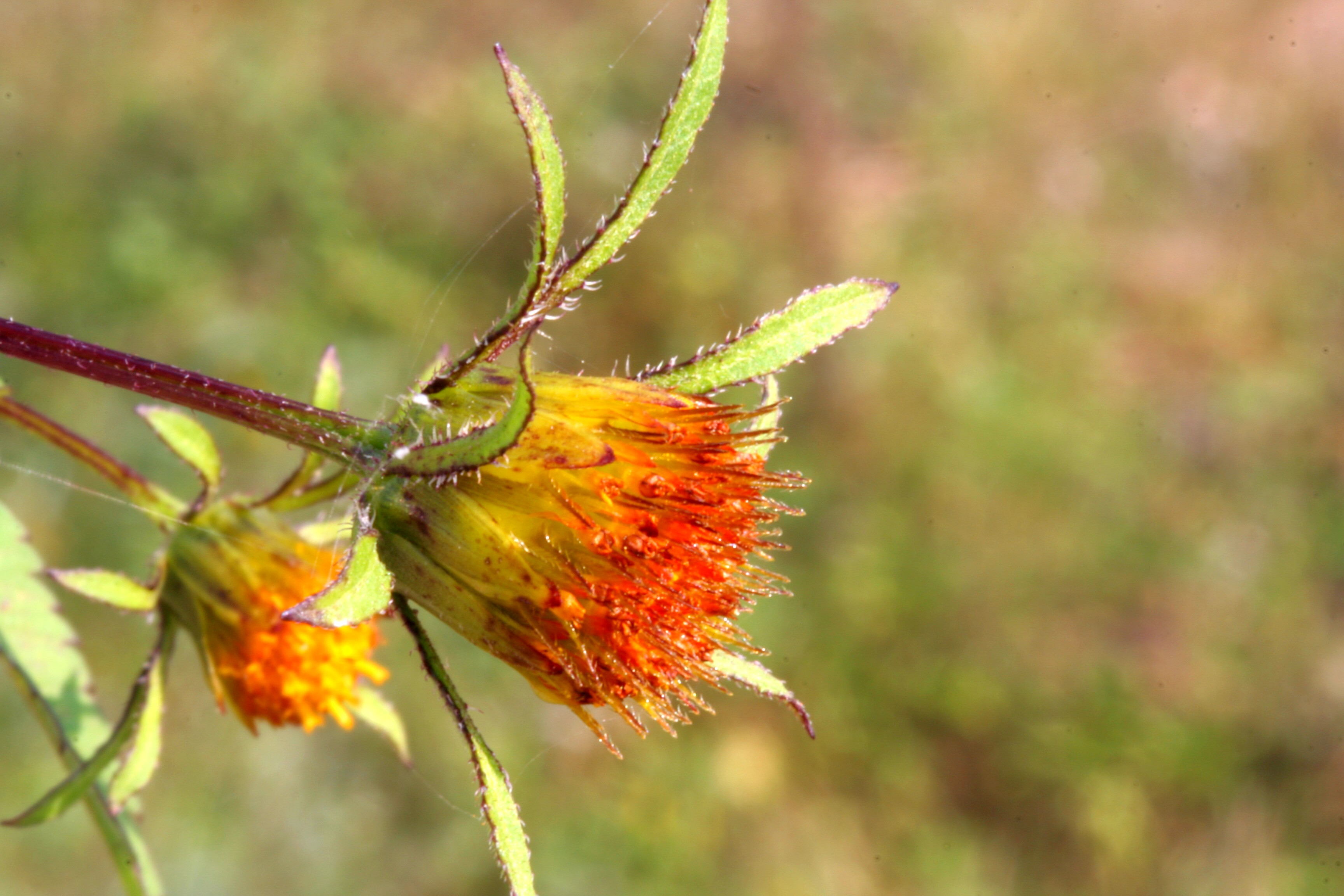
Bidens frondosa
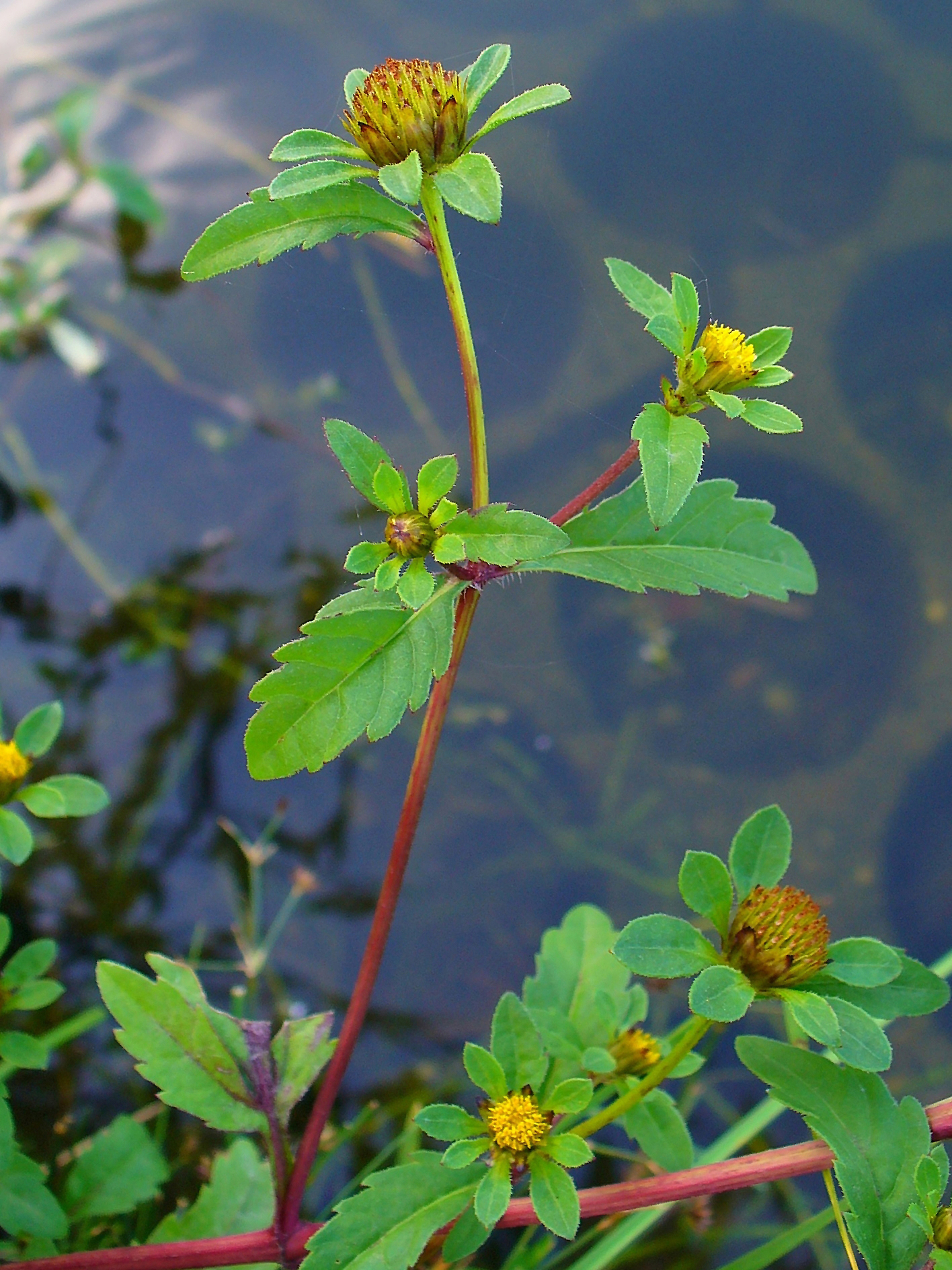
Bidens tripartita
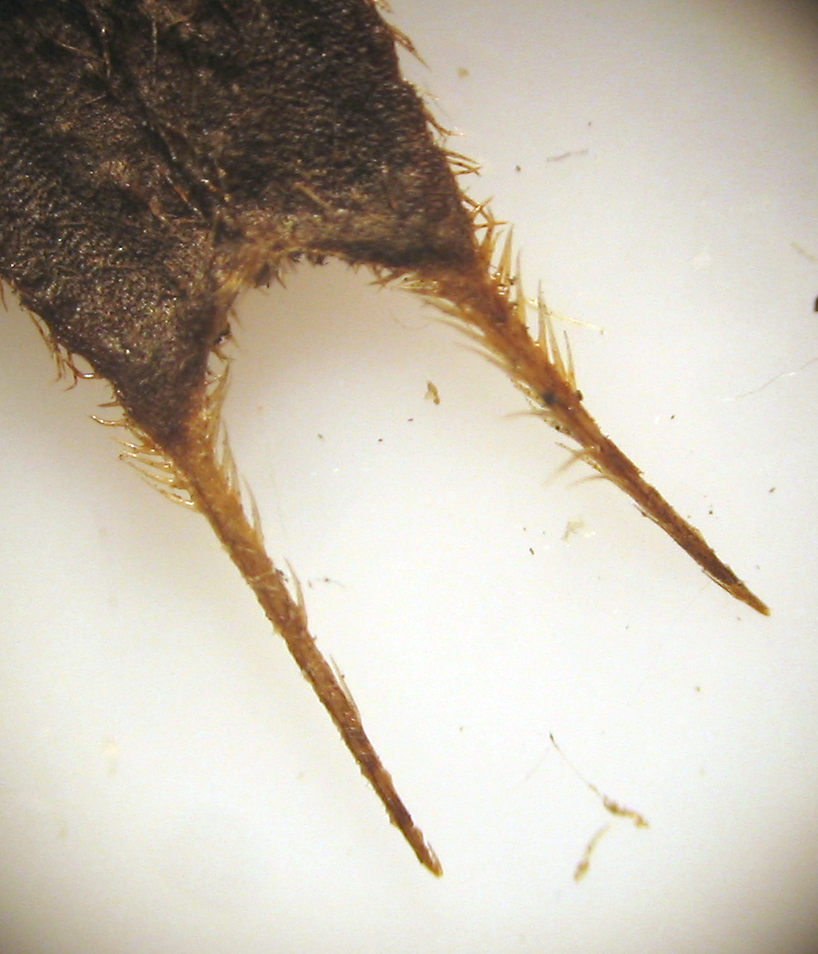
Bidens tripartita (achenio)
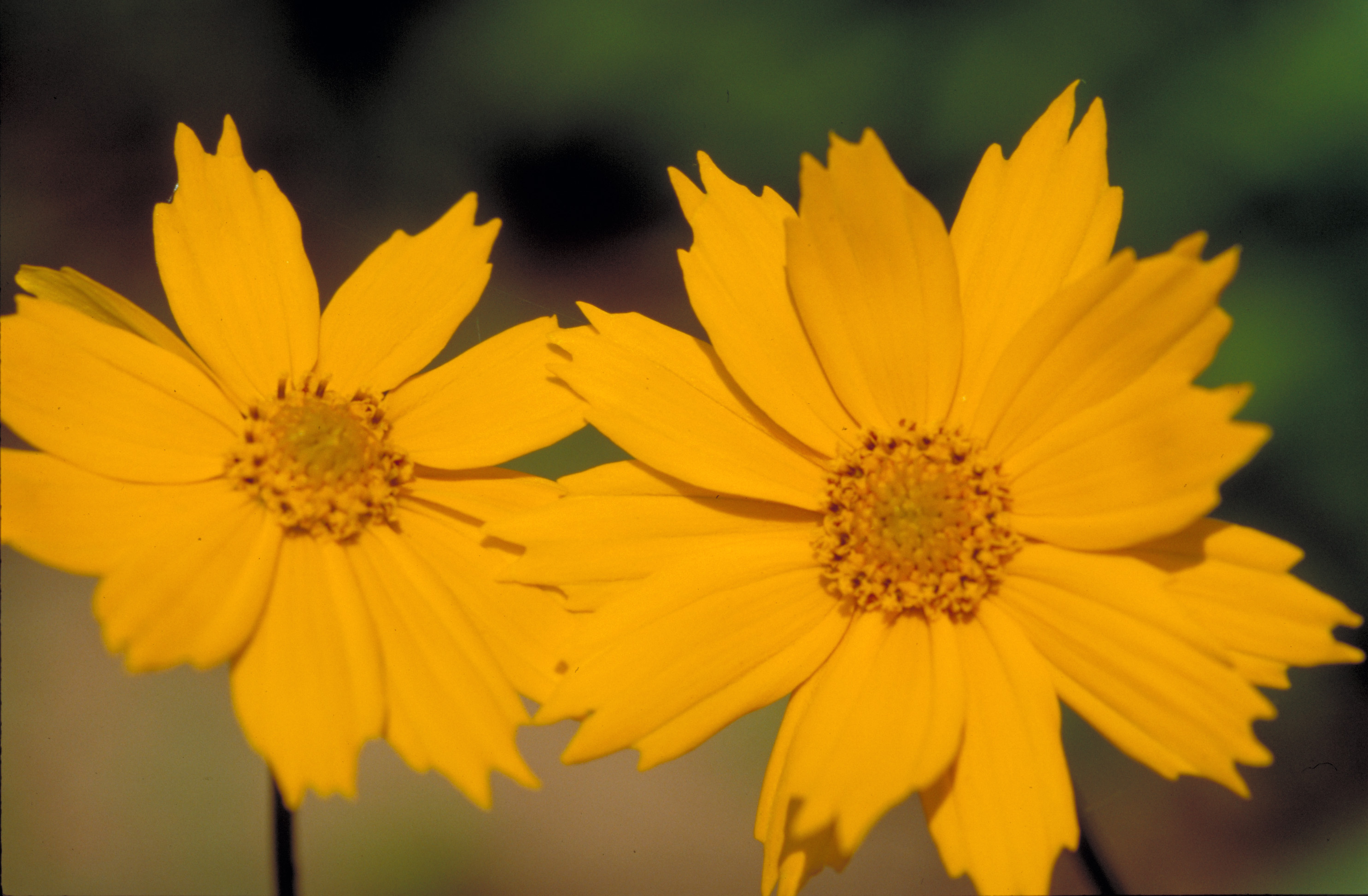
Coreopsis auriculata
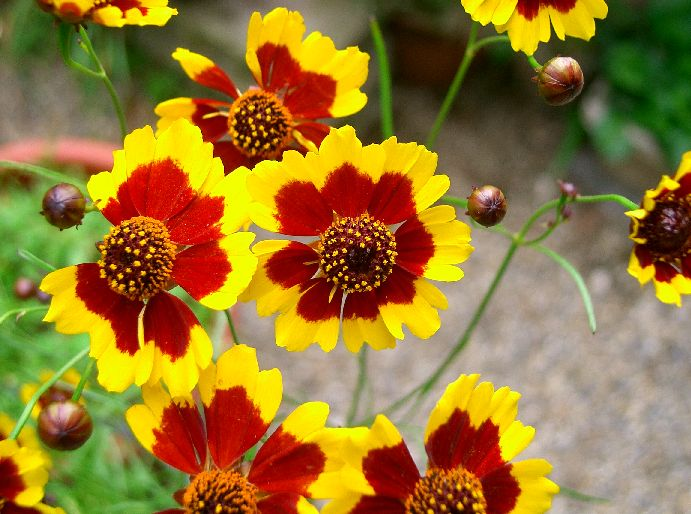
Coreopsis tinctoria
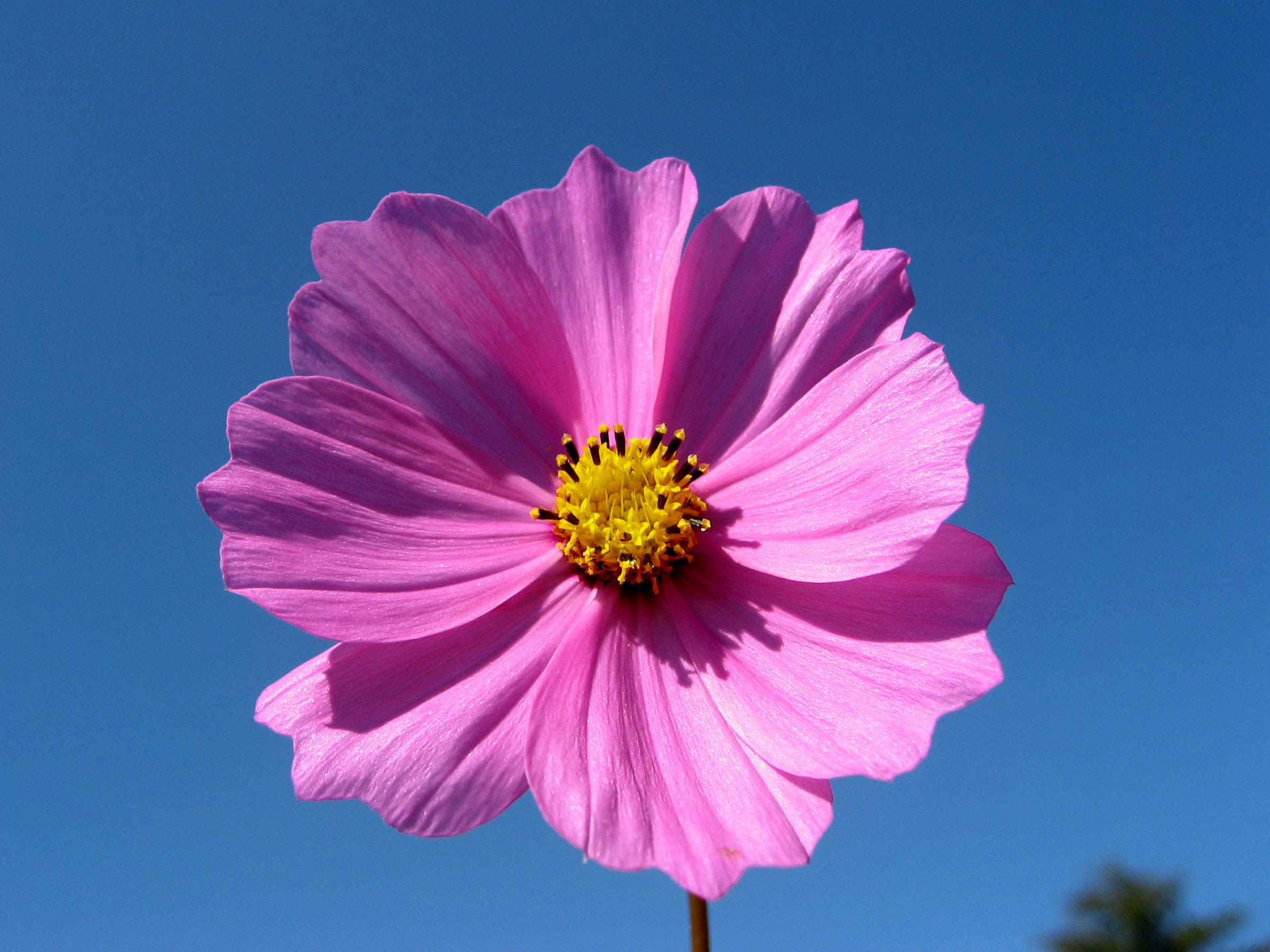
Cosmos bipinnatus
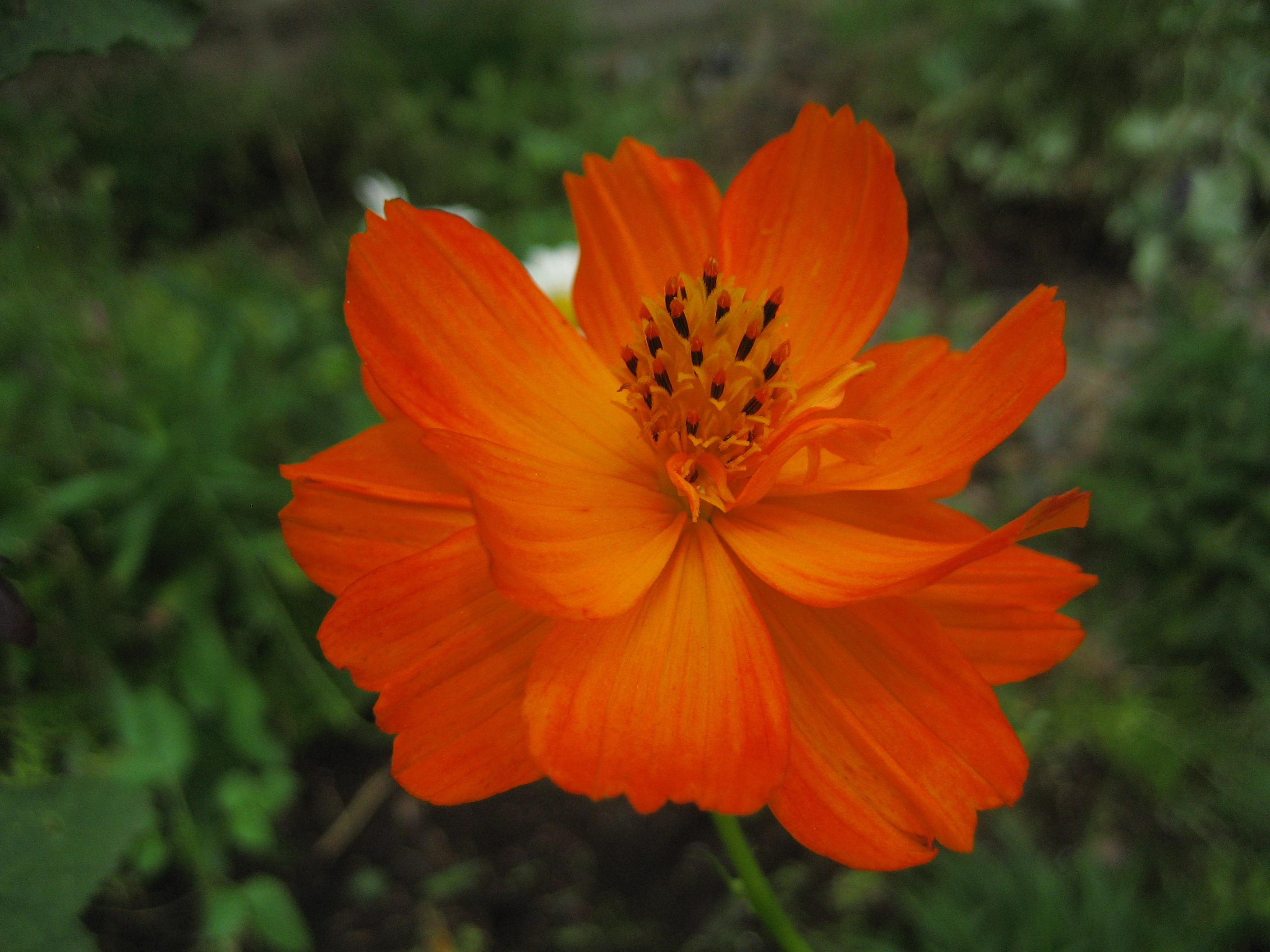
Cosmos sulphureus
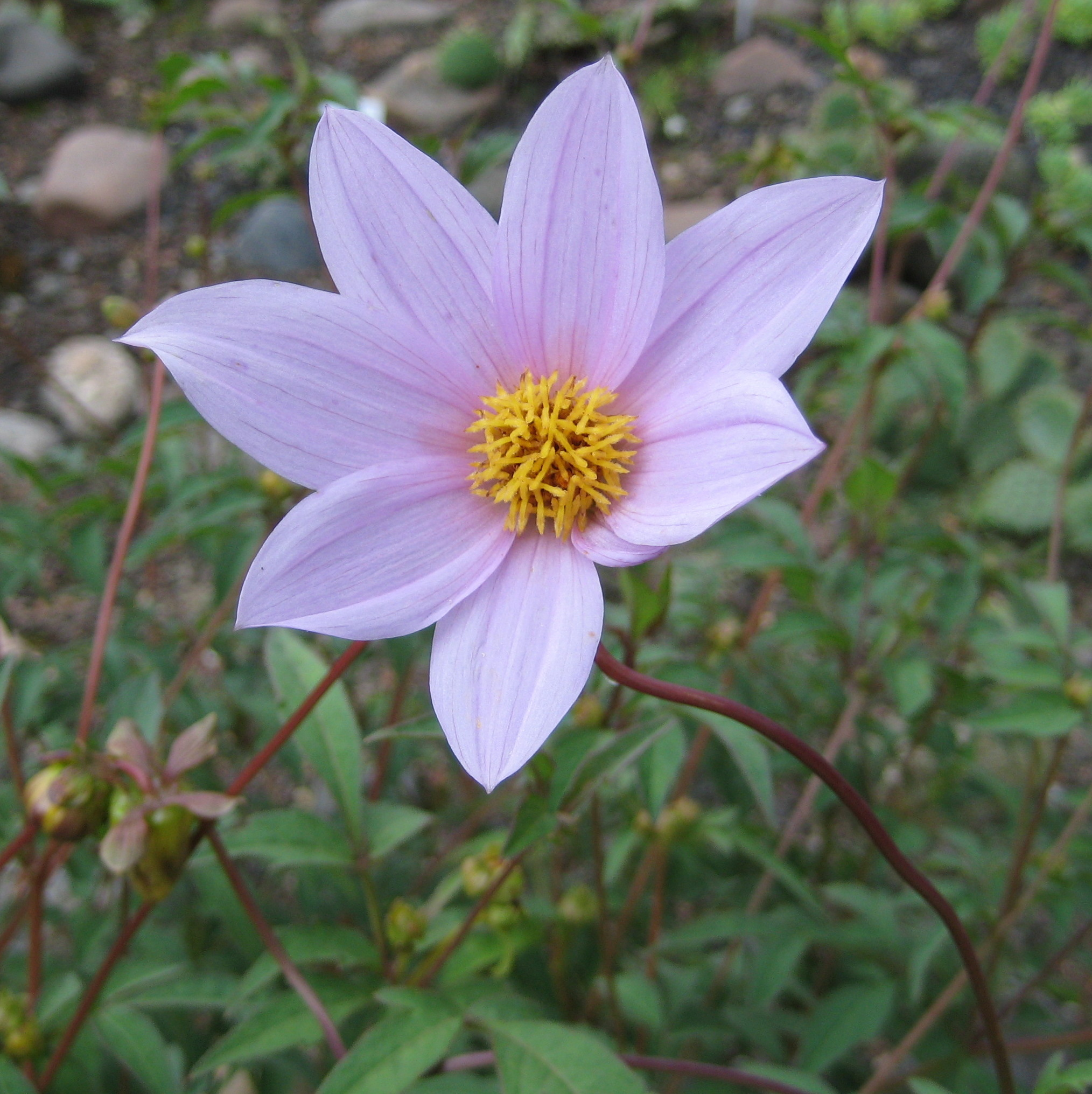
Dahlia sherffii
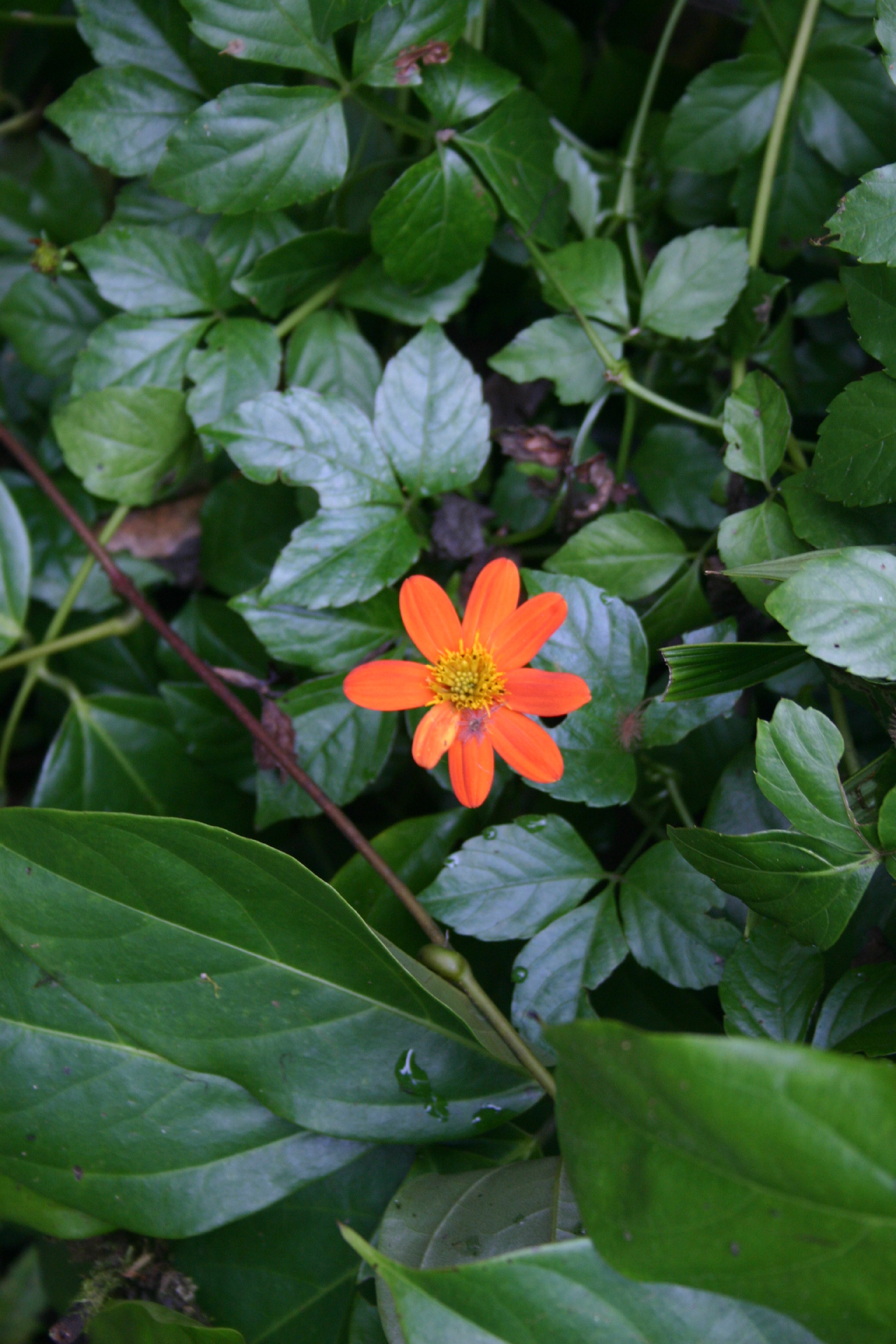
Hidalgoa ternata
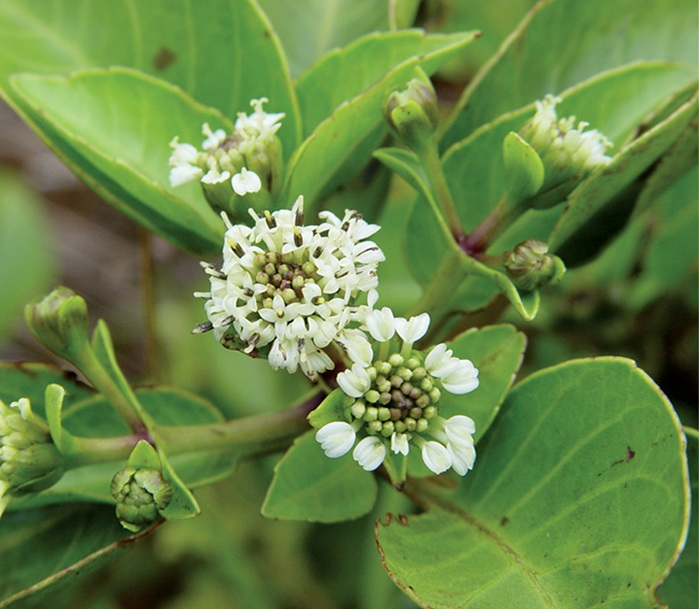
Oparanthus hivoanus
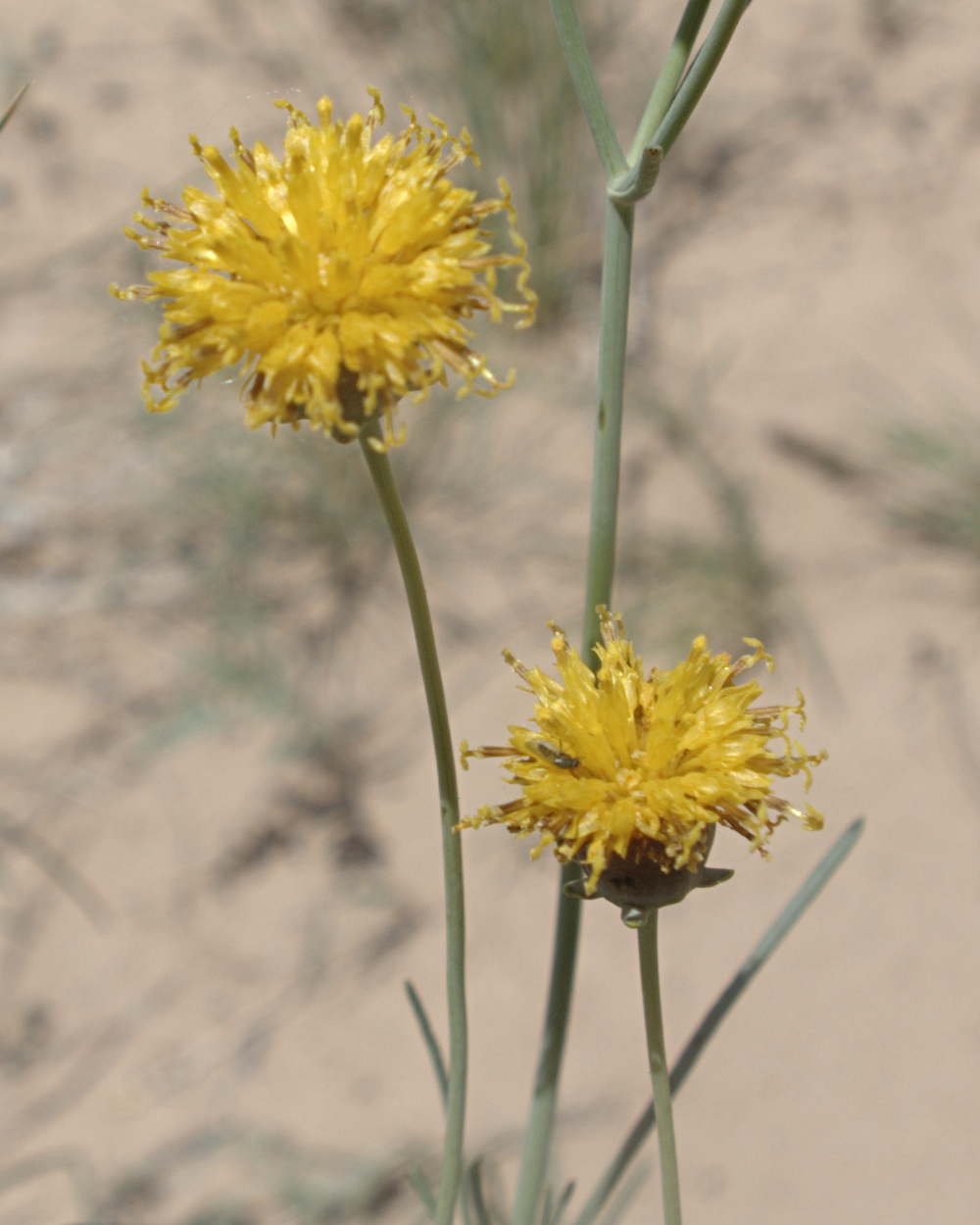
Thelesperma megapotamicum